# Затишье (Шкловский район)
Зати́шье (бел. Зацішша) — деревня в Толкачевском сельсовете Шкловского района Могилёвской области Белоруссии.

## География
Деревня расположена в 23 км на юго-запад от Шклова, 32 км от Могилёва, в 20 км от железнодорожной станции Лотва на линии Могилёв — Орша.

## История
Поселение упомянуто в переписи 1897 года, как застенок в Толпечицкой волости Могилёвского уезда Могилёвской губернии.
С 20 августа 1924 года в Шкловском районе Могилёвского округа (до 26 июля 1930). В 1930 годах жители вступили в колхоз. С 20 февраля 1938 года деревня в составе Могилёвской области. 
В Великую Отечественную войну с июля 1941 года до начала июля 1944 Затишье было оккупировано немецкой армией.
В 1991 году в составе колхоза «Путь к коммунизму» (центр — деревня Большие Лозицы). В 2007 деревня в составе ОАО «Говяды-Агро» (центр — агрогородок Говяды).

## Население

### Численность
- 2009 год — 10 жителей (согласно переписи)

### Динамика
- 1897 год — 9 дворов, 76 жителей
- нач. XX века — 14 дворов, 89 жителей
- 1991 год — 31 двор, 50 жителей
- 1997 год — 20 дворов, 32 жителя
- 2007 год — 12 дворов, 16 жителей